# Almirante
Almirante is een gemeente (in Panama un distrito genoemd) in de provincie Bocas del Toro in Panama. De gemeente is opgericht als gemeente in 2015 (28.500 inw.) en ingedeeld in zes deelgemeenten (corregimiento): Almirante (de hoofdplaats, cabecera), Barriada Guaymí, Barrio Francés, Nance de Riscó, Valle de Aguas Arriba en Valle de Riscó.
Almirante is een belangrijke vertrekhaven van watertaxi's naar de nabijgelegen archipel Bocas del Toro, die veel toeristen trekt. Daarnaast is de haven van Almirante belangrijk voor de export van bananen. Almirante is Spaans voor admiraal.